# Adam Leopold von Gruttschreiber
Adam Leopold von Gruttschreiber (* 1735 in Bernstadt, Herzogtum Bernstadt; † 3. Juni 1789 in Breslau) war königlich preußischer Oberst und Kommandeur des Kürassier-Regiments Nr. 1. 

## Leben
Seine Eltern waren der herzoglich Württemberg-Oelser Kammerrat und Herr auf Langenhof und Woitsdorf, Adam Dietrich Franz von Gruttschreiber (* Woitsdorf 25. Juni 1697) und dessen Ehefrau Johanna Charlotte von Frankenberg-Ludwigsdorf (1713–1789).
Er war zunächst Page des Herzogs Karl Chistian Erdmann von Württemberg-Oels. 1753 wurde er dem Kürassier-Regiment Nr. 1 zugewiesen, mit dem er am Siebenjährigen Krieg teilnahm und bis zum Oberst und Kommandanten des Regiments aufstieg.
1775 heiratete er Caroline Friederike von Czettritz und Neuhaus aus dem Hause Pilzen. Das Paar hatte drei Söhne und zwei Töchter, von denen zwei Söhne und eine Tochter jung starben. 